# 潘沛軒
潘沛軒（Poon Pui Hin，2000年10月3日—），暱稱潘沛，香港男子足球運動員，司職前鋒，現效力香港超級聯賽球隊理文。

## 早年經歷
潘沛軒於2009年加入南華梯隊灣仔南華，2010年轉到傑志的香港巴塞足球學校，2012年轉投太陽飛馬梯隊太陽國際體育會。他在2015年轉投車路士足球學校，並代表南華U16參與青少年聯賽，隨隊於該季贏得青年足總盃冠軍，並在決賽貢獻一球入球和一記助攻。
潘沛軒小學就讀九龍灣天主教柏德學校，曾代表學校出戰校際田徑賽短跑項目。他初中就讀於聖公會梁季彝中學，在高中時轉校到仁濟醫院董之英紀念中學，同時參加該校足球訓練計劃。2018年，潘在全港學界足球精英賽季軍賽射入一球，為董之英奪得季軍。

## 球會生涯
2017年，潘沛軒加入香港超級聯賽球會標準灝天，展開職業足球生涯，但在該賽季因腰傷而缺陣近半季。2017年5月6日，潘沛軒在港超收官戰第86分鐘後備上陣，完成職業生涯地標戰。他在2017年夏天轉投香港甲組聯賽球隊南華，以爭取更多比賽機會。2018年3月25日，他在對陣灣仔的港甲護級戰中上演帽子戲法，協助球隊以5–1大勝。
2018–19賽季，中學畢業的他轉投由伯父潘文廸主理、重上甲組的愉園，並成功協助愉園贏得甲組聯賽冠軍和香港足總盃初級組冠軍，隨隊升上港超。在效力愉園的三個賽季，主要司職右翼衛的潘沛軒獲得充足的比賽經驗。在2020-21年菁英盃，協助球隊出線分組賽並晉身決賽。他在決賽中後備入替，球隊最終不敵東方獲得亞軍。
愉園在2020–21賽季結束後宣布退出港超聯，潘沛軒成為自由身球員。2021年8月，港超球會傑志宣布免費簽入潘沛軒和其隊友查理·史葛。2021年9月11日，他於對陣理文的季前慈善賽中取得入球，協助球隊以2–1勝出。
2023年5月13日，潘沛軒在足總盃決賽中正選上陣，對手為其父潘文俊所執教的標準流浪。他在上半場補時階段頂入頭鎚，令傑志在上半場以3–1領先，球隊最終以7–1大勝奪冠。
2025年7月7日，潘沛軒加入港超球會理文。

## 國際賽生涯
2013年，潘沛軒入選香港13歲以下代表隊，參與於泰國曼谷舉行的集訓營，但最後無緣入選決選名單。2017年，潘沛軒在代表香港17歲以下代表隊在賽馬會青少年足球精英匯對戰曼聯U16。同年，入選香港18歲以下代表隊決選名單，出戰全運會預賽和U19亞洲盃外圍賽。
2021年10月底，香港U23代表隊赴日參加U23亞洲盃外圍賽分組賽期間，近半隊球員賽後違反隔離指引，外出買酒兼醉酒鬧事。足總紀律委員會調查後決定禁止潘沛軒等球員受徵召入選香港代表隊，為期一年，原因是違反亞洲足協U23亞洲盃外圍賽分組賽日本賽區之防疫措施。
2023年3月23日，潘沛軒在對陣新加坡的國際足球友誼賽中首次代表香港隊上場，香港隊最終在主場以1–1迫和新加坡。2023年9月11日，潘沛軒於香港隊對陣文萊的友誼賽中後備上陣，取得國際賽處子入球兼梅開二度，協助港隊以10–0大勝對手。
同月，潘沛軒入選香港隊出戰亞運會的決選名單，他在10月1日對陣伊朗的八強賽事中射入奠勝一球，協助港隊首次晉身賽事四強。
2023年12月，潘沛軒入選香港的亞洲盃的決選名單，並在1月1日對陣中國的國際足球友誼賽中梅開二度，協助香港隊以2–1球隊反勝對手。

## 個人生活
潘沛軒為退役香港足球運動員潘文俊的兒子，其兄潘文廸則是潘沛軒的大伯。潘沛軒的家中亦有兩位年幼的弟弟。

## 生涯統計

### 球會
最後更新：2023年12月23日
| 效力球會 | 球季     | 聯賽     | 聯賽 | 聯賽 | 國家盃賽 | 國家盃賽 | 聯賽盃賽 | 聯賽盃賽 | 亞洲賽事 | 亞洲賽事 | 其他 | 其他 | 總計 | 總計 |
| 效力球會 | 球季     | 聯賽     | 上陣 | 入球 | 上陣     | 入球     | 上陣     | 入球     | 上陣     | 入球     | 上陣 | 入球 | 上陣 | 入球 |
| -------- | -------- | -------- | ---- | ---- | -------- | -------- | -------- | -------- | -------- | -------- | ---- | ---- | ---- | ---- |
| 標準灝天 | 2016–17  | 港超     | 1    | 0    | 0        | 0        | 0        | 0        | 0        | 0        | 0    | 0    | 1    | 0    |
| 南華     | 2017–18  | 港甲     | 13   | 4    | 0        | 0        | –        | –        | –        | –        | 0    | 0    | 13   | 4    |
| 愉園     | 2018–19  | 港甲     | 9    | 2    | 0        | 0        | –        | –        | –        | –        | 0    | 0    | 9    | 2    |
| 愉園     | 2019–20  | 港超     | 8    | 0    | 1        | 0        | 7        | 0        | –        | –        | 1    | 0    | 17   | 0    |
| 愉園     | 2020–21  | 港超     | 16   | 0    | 0        | 0        | 7        | 0        | –        | –        | 0    | 0    | 23   | 0    |
| 愉園     | 總計     | 總計     | 33   | 2    | 1        | 0        | 14       | 0        | –        | –        | 1    | 0    | 49   | 2    |
| 傑志     | 2021–22  | 港超     | 1    | 0    | 1        | 0        | 8        | 0        | 0        | 0        | 0    | 0    | 10   | 0    |
| 傑志     | 2022–23  | 港超     | 14   | 5    | 3        | 2        | 4        | 0        | 1        | 0        | 4    | 0    | 26   | 7    |
| 傑志     | 2023–24  | 港超     | 17   | 1    | 1        | 0        | 1        | 0        | 2        | 0        | 3    | 1    | 24   | 2    |
| 傑志     | 總計     | 總計     | 32   | 6    | 5        | 2        | 13       | 0        | 3        | 0        | 7    | 1    | 60   | 9    |
| 生涯總計 | 生涯總計 | 生涯總計 | 79   | 11   | 6        | 2        | 27       | 0        | 3        | 0        | 8    | 1    | 123  | 15   |

1. 1 2 3 4  於賽馬會菁英盃上陣。
2. 1 2 3  於香港高級組銀牌賽事上陣。
3. 1 2  於亞冠盃賽事上陣。

### 國際賽
最後更新：2023年10月1日
| 代表隊  | 年份 | 上陣 | 入球 |
| ------- | ---- | ---- | ---- |
| 香港U23 | 2021 | 1    | 0    |
| 香港U23 | 2023 | 4    | 1    |
| 香港U23 | 總計 | 5    | 1    |
| 香港    | 2023 | 6    | 2    |
| 香港    | 總計 | 6    | 2    |

| #  | 日期          | 地點                         | 對手 | 入球比數 | 最終比數 | 賽事   |
| -- | ------------- | ---------------------------- | ---- | -------- | -------- | ------ |
| 1. | 2023年9月11日 | 香港掃桿埔香港大球場         |      | 9–0      | 10–0     | 熱身賽 |
| 2. | 2023年9月11日 | 香港掃桿埔香港大球場         | 10–0 |          | 10–0     | 熱身賽 |
| 3. | 2024年1月1日  | 阿联酋阿布扎比巴尼亚斯体育场 | 中國 | 1–1      | 2–1      | 熱身賽 |
| 4. | 2024年1月1日  | 阿联酋阿布扎比巴尼亚斯体育场 | 中國 | 2–1      | 2–1      | 熱身賽 |

所有比數左側代表香港，入球比數欄代表潘沛軒入球後場上的比數

## 榮譽
愉園
- 香港甲組聯賽：2018–19[11]

 傑志
- 香港超級聯賽：2022–23
- 香港高級組銀牌：2022–23[34]
- 香港足總盃：2022–23[19]

## 外部連結
- 香港足球總會網頁球員資料 （页面存档备份，存于）